# NUTS Північної Македонії
NUTS • Номенклатура територіальних одиниць для цілей статистики (фр. nomenclature des unités territoriales statistiques, NUTS) — стандарт територіального поділу країн Європи для статистичних цілей, що використовується Євростатом. Стандарт був розроблений Європейським Союзом і детально охоплює лише країни Євросоюзу.
Північна Македонія є кандидатом на вступ до ЄС, тому номінально також включена в номенклатуру NUTS. Існують три рівня номенклатури:
- NUTS-1: MK0 Македонія
- NUTS-2: MK00 Македонія
- NUTS-3: 8 статистичних регіонів
  - MK001 Вардарський регіон
  - MK002 Східний регіон

  - MK003 Південно-Західний регіон
  - MK004 Південно-Східний регіон

  - MK005 Пелагонійський регіон
  - MK006 Полозький регіон
  - MK007 Північно-Східний регіон

  - MK008 Скоп'євський регіон

Окрім діючих рівнів NUTS, також є два рівні місцевих адміністративних одиниць (1-й рівень — муніципалітети, 2-й — поселення).